# Sarcasme
El sarcasme és una burla mordaç, corrosiva i sovint ofensiva. És una trufa crítica, malintencionada i descaradament disfressada, cruel, amb la qual s'ofèn o es maltracta algú o alguna cosa. A més, el contingut sarcàstic d'un missatge depèn del context. La funció del sarcasme és fer mal amb paraules amargues. Es pot fer de manera directa, o amb ambivalència o combinat amb ironia. Mesclat amb ironia, pot prendre la forma d'adulació o de compliment exagerat, que per la seva exageració, de fet esdevé un insult, com en aquest exemple: «Felip IV, el Gran, més gran quan més territoris li prenen».
Etimològicament significa 'escorxada, o mossegada de llavis', i prové del llatí sarcasmus paraula que al seu torn procedeix del grec σαρκασμός, derivat del verb σαρκάζω ('escorxar, mossegar els llavis').
S'hi va desenvolupar un sistema automàtic per a detectar el sarcasme basant-se en els sacarsmes utilitzats a la sèrie televisiva Dària. Es pretén detectar-lo mitjançant descobriments de patrons i mitjanánt el paper del context.

## Sarcasme en la comunicació oral
Per comprendre el sarcasme, s'ha de percebre i ben interpretar les entonacions vocàliques i l'expressió facial. Aquest elements del missatge són molt subtils i poden portar a la confusió, especialment quan hi ha diferències d'accent o no es té experiència dels usos d'una llengua, d'una regió, d'un grup social o del context. Moltes vegades és estranyament mal interpretat, per part dels que reben l'insult. La mala interpretació pot dependre de petits detalls, per exemple en no veure que l'emissor del missatge ha picat l'ullet. D'altra banda, en la seva expressió oral, també es pot concebre com una forma d'expressió semisecreta. Aquesta forma, sovint combinada amb ironia, és d'ús comú en un context on la crítica oberta de l'autoritat o del règim no és permès.

## Sarcasme en la comunicació escrita

signe d'ironia

Pot ser difícil de plasmar aquestes subtilitats en la forma escrita. Per evitar aquest problema, és bastant popular l'ús de les cometes, per denotar certa ambivalència intencional en el significat de determinat element de l'oració. El sarcasme també pot ser delimitat en la llengua escrita per l'ús de la cursiva, especialment per denotar un èmfasi que hauria estat posat en una conversa parlada.
L'escriptura ha adoptat l'ús de (!) o (?) (signe admiratiu o interrogatori entre parèntesis) seguint el discurs o la paraula sarcàstica. Tanmateix, això no és universal. Existeix igualment un signe d'ironia, una mena de signe interrogatori al revés, proposat al segle xix pel poeta francès Alcanter de Brahm (Marcel Bernhardt), que no obstant això no va assolir estendre el seu ús. En les obres de teatre és una qüestió d'interpretació del director, quan l'escriptor no n'ha deixat cap indicació.
Entre molts altres, en la literatura catalana, al poeta Pere Quart, en certs poemes en què critica el món polític, no li cal cap signe per a mostrar el seu sarcasme, com quan parla de la Degeneralitat que ha atorgat una merdalla a Josep Pla o, en el poema Vés-te'n, Antoni, contra Anton Cañellas, del qual la primera i la penúltima estrofes diuen: 
| «                                  | Un poc polit polític conserva al seu cognom la merda forastera com pot veure tothom! [...] Tot el poble et menysprea, doncs fot el camp, Anton! Catalunya, que es queda, sense tu ja es compon! | » |
| — Pere Quart, Vés-ten Antoni, 1980 | |   |

| «             | Sarcasme és la forma més baixa d'humor, però la forma suprema d'intel·ligència. | » |
| — Oscar Wilde |                                                                                 |   |